# Universidad Yeungnam
La Universidad Yeungnam es una universidad de investigación privada, situada en Gyeongsan, Gyeongsang del Norte, Corea del Sur. 

## Historia
Predecesores de la universidad, el Colegio Taegu y el Colegio Chunggu, se fundaron en Daegu en 1947 y 1950 respectivamente. En 1967, las dos universidades fueron fusionadas por el presidente Park Chung-hee para formar la Universidad Yeungnam. En 1972, el nuevo campus principal de la universidad abrió sus puertas en Gyeongsan, este de Daegu. La universidad incluye colegios de Derecho y Medicina y un hospital docente.
En 2010 la Universidad Yeungnam entró en el ranking de las 10 Asian International Universities realizado por el portal web asiancorrespondent.com.

## Museo de la Universidad
El Museo de la Universidad fue fundada en mayo de 1968 por el Campus Daegu con las colecciones del Instituto de la Cultura Silla. El Museo de la Universidad lleva a cabo tareas para examinar, reunir, educar y conservar ambos campos arqueológicos y antropológicos. Las pantallas dispuestas en el Museo son en gran parte los resultados de las excavaciones y la investigación de la Cultura Shilla y de la Cultura Gaya. Además, el Museo ha hecho un gran esfuerzo para exhibir colecciones importantes, incluyendo mapas antiguos, documentos, pinturas y caligrafía. Almacena más de 13.000 artículos de importancia histórica. Entre ellos, su colección de mapas antiguos es la más rica en el museo de Corea. El Museo de la Universidad no es sólo para los estudiantes sino que también está abierto al público. Para maximizar su función, el Museo comenzó a impartir programas de educación pública, desde niños hasta ancianos. Con sus distintos programas, el Museo se convierta en un núcleo cultural de la comunidad.
También el Museo de la Universidad cuenta con un parque de folclore. Folklore Garden, que cubre un área de 70.000 ㎡ es lugar famoso y único en universidades coreanas. El Jardín Folclórico de la Universidad Yeungnam se compone de 6 casas tradicionales, como ejemplos de una casa tradicional de techo de azulejos, una casa tradicional de clase media, una escuela privada del período Josun y un pabellón que estaba siendo utilizado como una casa de campo para los estudiosos de la clase alta, situadas en el este de Lago Espejo y cerca del paseo marítimo de los cerezos en flor (llamada carretera de amor) en la colina. Estos edificios se utilizan frecuentemente como aulas para los estudiantes universitarios y el programa de los niños de la escuela de verano en ejecución por parte del museo.

## Galería

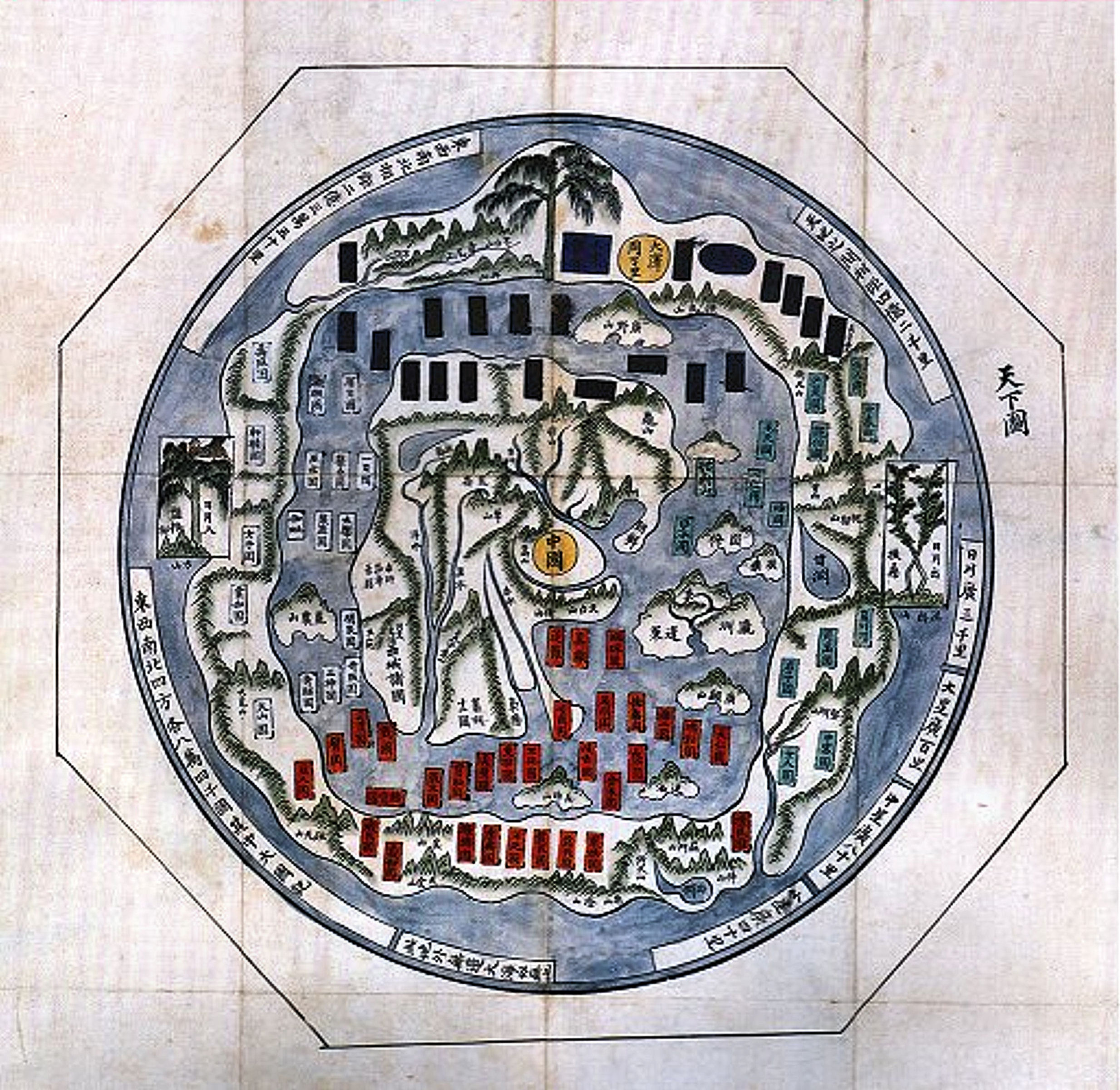
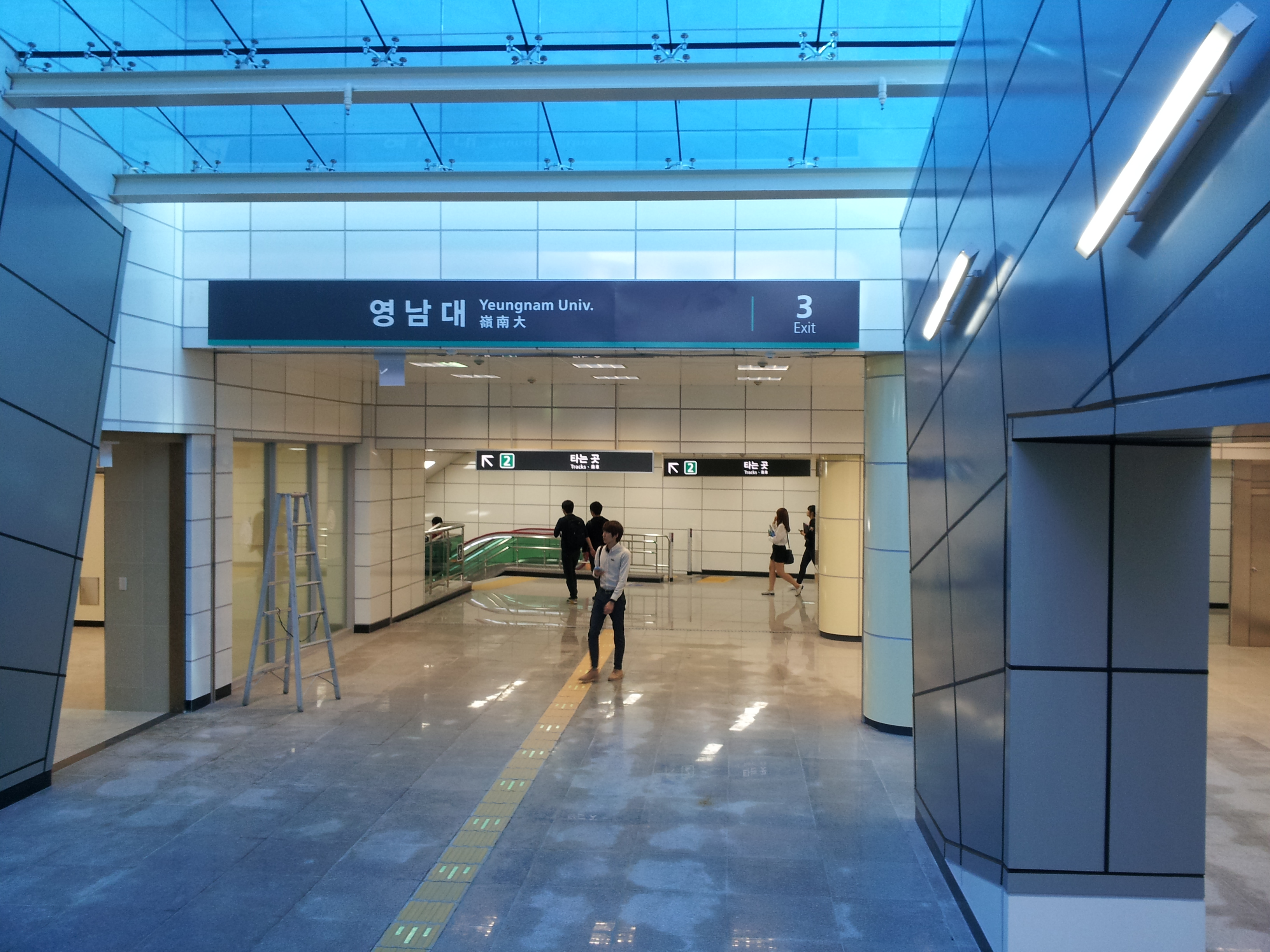
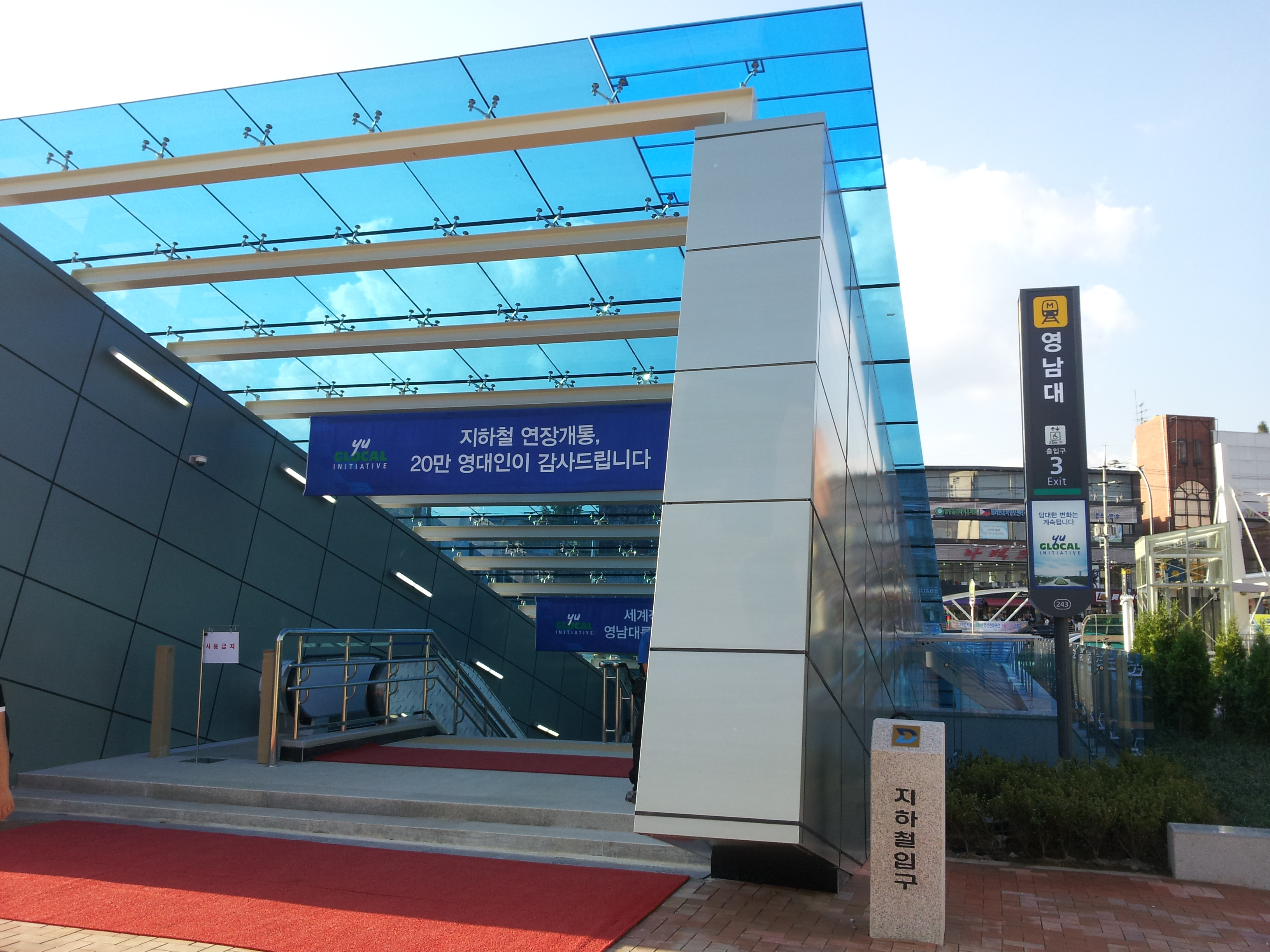
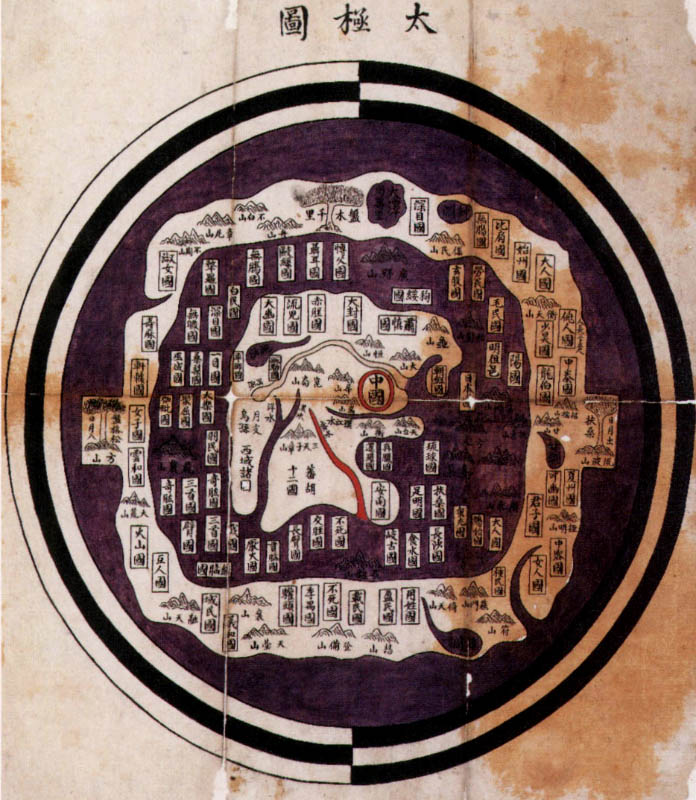